# Dicranella nanocarpa
Dicranella nanocarpa är en bladmossart som beskrevs av C. Müller och Nathaniel Lord Britton 1896. Dicranella nanocarpa ingår i släktet jordmossor, och familjen Dicranaceae. Inga underarter finns listade i Catalogue of Life.